# Décret mixité
 (juin 2016).
Si vous disposez d'ouvrages ou d'articles de référence ou si vous connaissez des sites web de qualité traitant du thème abordé ici, merci de compléter l'article en donnant les références utiles à sa vérifiabilité et en les liant à la section « Notes et références ».
Le Décret mixité a été instauré par le ministre belge Christian Dupont (PS) en 2008 à la suite du « décret inscription » proposé par Marie Arena (2007).
Il vise à réduire la ségrégation sociale au sein des établissements scolaires en Belgique. Pour cela, il repose sur une série de paramètres entrant en compte lors de l'inscription d'un enfant en 1re secondaire. Le premier critère concerne l'origine sociale des élèves. Ce décret a fait l'objet de critiques et a posé un problème dans son application.